# Линдберг, Чарльз
Чарльз Ога́стус Ли́ндберг (англ. Charles Augustus Lindbergh Jr.; 4 февраля 1902, Детройт, Мичиган — 26 августа 1974, остров Мауи, Гавайи) — американский лётчик, ставший первым, кто перелетел Атлантический океан в одиночку (20—21 мая 1927 года по маршруту Нью-Йорк — Париж). До Линдберга трансатлантический перелёт с запада на восток впервые совершили два английских лётчика — Джон Олкок и Артур Браун — по маршруту Ньюфаундленд — Клифден (Ирландия) в 1919 году.

## Биография

### Детство и юность

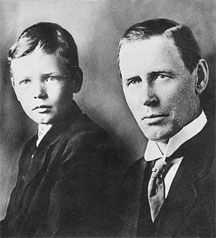
Чарльз Линдберг с отцом

Чарльз Линдберг родился в Детройте (штат Мичиган, США) в семье выходца из Швеции и преподавательницы колледжа. Линдберг-старший был конгрессменом, пацифистом, протестовавшим против участия США в Первой мировой войне.
Маленький Чарльз весьма сильно интересовался техникой. Сначала дело ограничивалось принадлежавшим семье автомобилем Saxon Six, чуть позже — мотоциклом Excelsior. Сменив из-за развода родителей несколько школ, Чарльз поступил в Висконсинский университет в Мадисоне на факультет инженерной механики. Здесь он и увлёкся лётным делом. Спустя два года, в 1922 году, факультет механики был оставлен, а юноша стал кадетом лётной школы в Линкольне, штат Небраска.

### Первые полёты

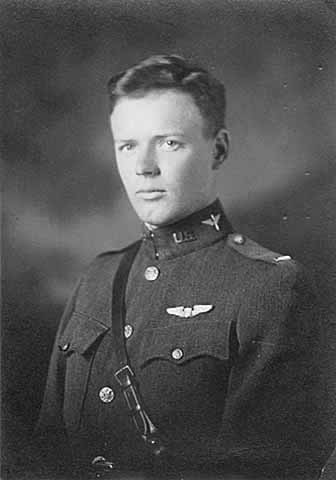
Чарльз Линдберг в 1925 году

Свой первый полёт Линдберг совершил через девять дней после того, как стал пассажиром двухместного биплана Lincoln-Standard «Tourabout». На такой же машине он взял свой первый официальный урок лётного дела. Однако двадцатилетний студент не был допущен к одиночным полётам: в самолёте требовалась связь с компанией на случай аварии. Связь стоила денег. У Линдберга их не было. У него не было средств даже продолжать учёбу.
Чтобы обзавестись необходимым опытом и заработать, Чарльз оставил Линкольн. И отправился в путешествие по США, посетив Небраску, Вайоминг, Колорадо, Монтану. «Сначала он был механиком, — вспоминал главный инструктор Роберт Линч, — затем стал парашютистом и воздушным сорвиголовой».
Линдберг много занимался прыжками с парашютом, исполняя замысловатые трюки.
Одним из его любимых трюков был прыжок с парашютом с самолёта на скорости 90 миль в час.
Эти манёвры привлекли внимание публики, и скоро Чарльз стал известным под псевдонимом Малышка Линдберг. Говорили, что смотреть на него доставляет больше острых ощущений, чем на любого другого лётчика. «Плоские штопоры», «иммельманы» и «нырки» проделывались с такой небывалой лёгкостью, что собравшаяся толпа только восхищённо выдыхала. Однако через год его лётная программа была выполнена, и Линдберг устроился в гараж механиком.
При этом будучи очень популярным, он время от времени совершает прыжки с парашютом.
Зимой Чарльз вернулся в дом отца в Миннесоте и не летал больше шести месяцев.
Его первый сольный полёт состоялся только 23 мая, когда Линдберг явился на Суфер-Филд в Америкусе, Джорджия, бывшее армейское тренировочное поле. Он приобрёл биплан JN-4 Jenny за 500 долларов и уже через полчаса в компании пилота испытал его в воздухе.

### Трансатлантический перелёт

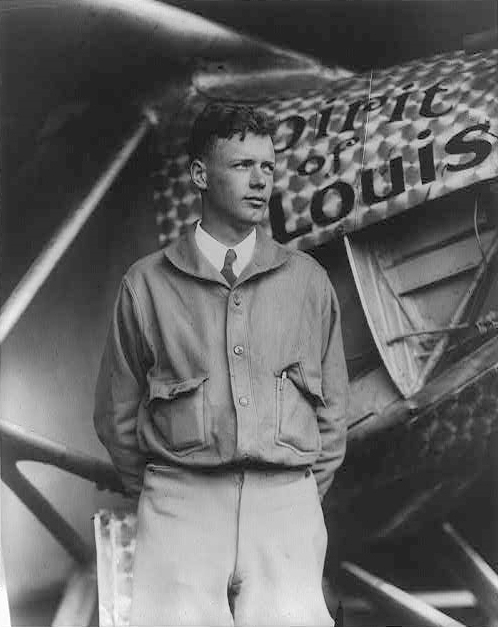
Линдберг с «Духом Сент-Луиса»

Первый трансатлантический перелет совершили Алкок и Браун 14—15 июня 1919 года из Сент-Джонса (Нью-Фаундленд) до Клифдена (Ирландия).
В 1919 году нью-йоркский владелец отеля Реймонд Ортейг предложил 25 000 долларов призового фонда первому лётчику, который совершит беспосадочный полёт из Нью-Йорка в Париж. Пытаясь его получить, погибли или были ранены несколько пилотов.
Линдберг решается поучаствовать в соревновании, однако подготовка полёта требовала денег. Он убедил девятерых предпринимателей в Сент-Луисе помочь с финансированием. По его заказу Ryan Airlines из Сан-Диего изготовила специальный самолёт — одномоторный моноплан. В разработке проекта участвовал сам Линдберг. Он назвал машину «Духом Сент-Луиса».
10—11 мая 1927 года Линдберг испытал самолёт, пролетев из Сан-Диего в Нью-Йорк, с ночёвкой в Сент-Луисе. Полёт занял 20 часов 21 минуту. Длина маршрута составила 5800 км.
20 мая в 7:52 Линдберг берёт старт с Рузвельт-Филд (Гарден-Сити, Лонг-Айленд, Нью-Йорк)
и 21 мая в 17:21 (по парижскому времени — в 22:21) приземляется в Ле-Бурже.
За трансатлантический перелёт Чарльз Линдберг был награждён Крестом лётных заслуг и стал первым человеком, получившим эту награду. Ему также была вручена Золотая авиационная медаль ФАИ.

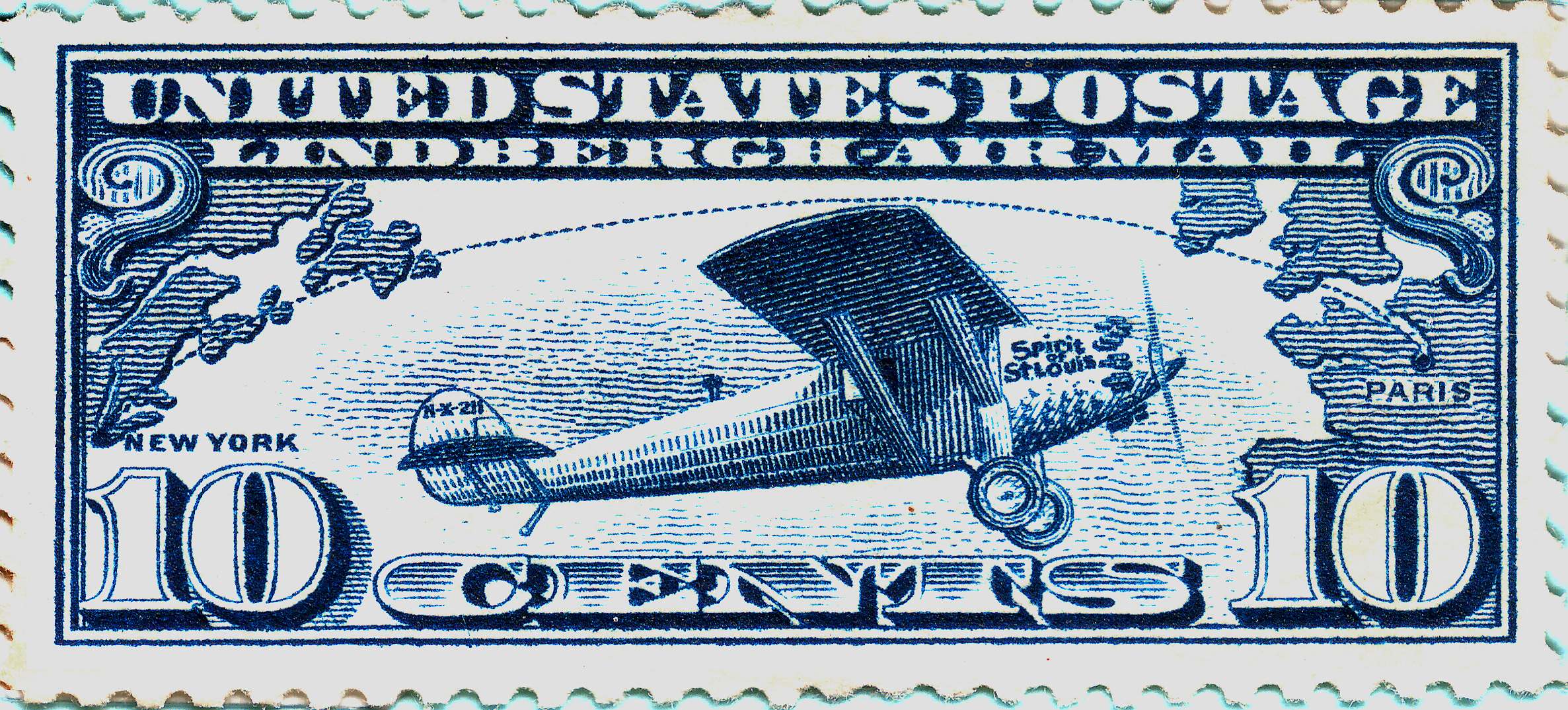
Почтовая марка с изображением самолёта Линдберга

В 1927 году Линдберг публикует книгу «Мы», в которой подробно рассказывает о своём трансатлантическом перелёте. От имени фонда Даниэля Гуггенхайма по развитию аэронавтики Линдберг пересекает всю территорию США[уточнить]. Затем Линдберг узнал об исследованиях пионера ракетостроения Роберта Годдарда, профессора физики Университета Кларка, и убедил семью Гуггенхайма поддержать эксперименты Годдарда. Эти эксперименты позже привели к созданию ракет, спутников и началу космических путешествий. Линдберг также работал для нескольких авиакомпаний в качестве технического консультанта.
В декабре 1927 года по просьбе правительства США Линдберг совершил полёты в страны Латинской Америки как символ американской доброй воли. В Мексике он встретил Энн Спенсер Морроу, дочь американского посла Дуайта У. Морроу, которая стала его женой в 1929 году. Чарльз научил жену управлять аэропланом; навигации она обучалась у Гарольда Гатти. Супруги совершали воздушные экспедиции по всему миру, составляя схему новых маршрутов для различных авиакомпаний. Энн Морроу Линдберг также прославилась как поэт и прозаик.

### Участие в разработке искусственного сердца
В 1931—1935 годы Линдберг совместно с пионером в области сосудистой хирургии, лауреатом Нобелевской премии Алексисом Каррелем выполнял эксперименты по применению первого примитивного устройства оксигенации крови и, таким образом, участвовал в разработке аппарата искусственного кровообращения.

### Похищение сына

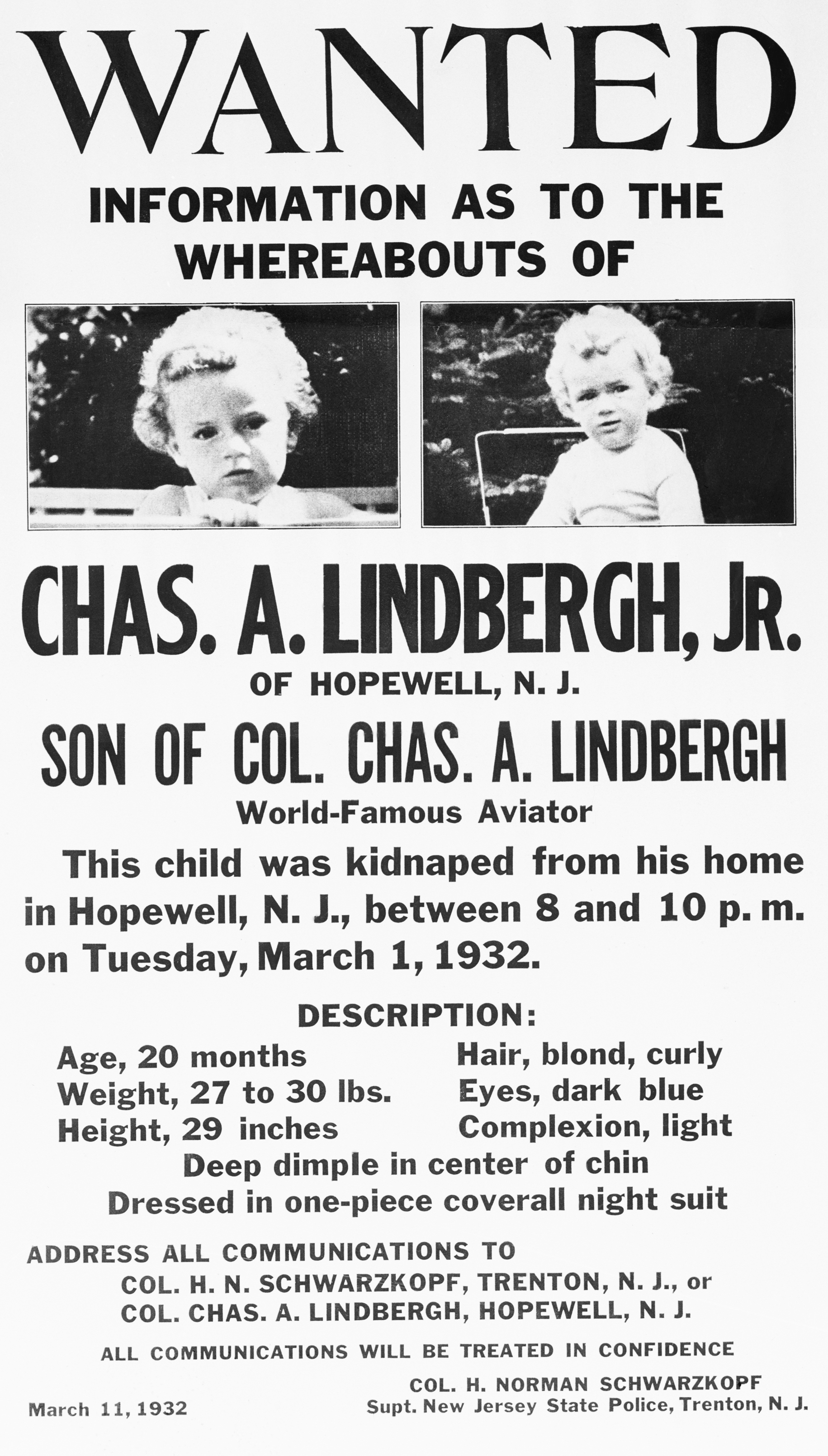
Плакат с объявлением о пропавшем сыне Линдберга

1 марта 1932 года был похищен полуторагодовалый сын Линдберга. Родителям поступило требование о выкупе в 50 тысяч долларов, который и был выплачен, однако ребёнок домой не вернулся. Около десяти недель спустя было найдено тело мальчика: ребёнок на самом деле был убит спустя несколько часов после похищения.
Благодаря тому, что выкуп был выплачен так называемыми золотыми сертификатами, срок действия которых истекал в 1933 году, уже в 1934 году удалось обнаружить предполагаемого убийцу — Бруно Хауптманна. Почерк Хауптманна совпал с почерком человека, писавшего требования о выкупе. Были предъявлены и другие улики, в его доме были найдены банкноты из выкупа на сумму более 13 тысяч долларов, однако подсудимый так и не признал свою вину. Жена Хауптманна и его работодатель утверждали, что на момент убийства Бруно находился в Нью-Йорке.
Кроме того, многие аспекты этого дела вызывают вопросы и неоднозначные трактовки. Присяжные признали Бруно виновным в похищении и преднамеренном убийстве, и 3 апреля 1936 года Хауптманн был казнён на электрическом стуле. В современной истории Бруно Хауптманн рядом историков, криминалистов и независимых исследователей признается невиновным. История с похищением ребёнка Линдберга в слегка изменённом виде стала основой романа Агаты Кристи «Убийство в „Восточном экспрессе“» (1934). В 1974 году был снят одноимённый фильм. Трагедия Линдберга также входит в сюжет детективного романа Юлиана Семёнова «Экспансия-III».
Трагедия стала сенсацией. Репортёры, фотографы и просто любопытные досаждали Линдбергам постоянно. Кончилось тем, что после суда в 1935 году Линдберг с женой и старшим сыном Джоном переехали в Европу. Конгресс постановил принять «Закон Линдберга». Закон сделал похищение людей федеральным преступлением. Реакцией на злоупотребления фотографов стал запрет на фото- и киносъёмку в зале суда, вследствие которого в США была возобновлена традиция репортёрского рисунка.

### Участие во Второй мировой войне

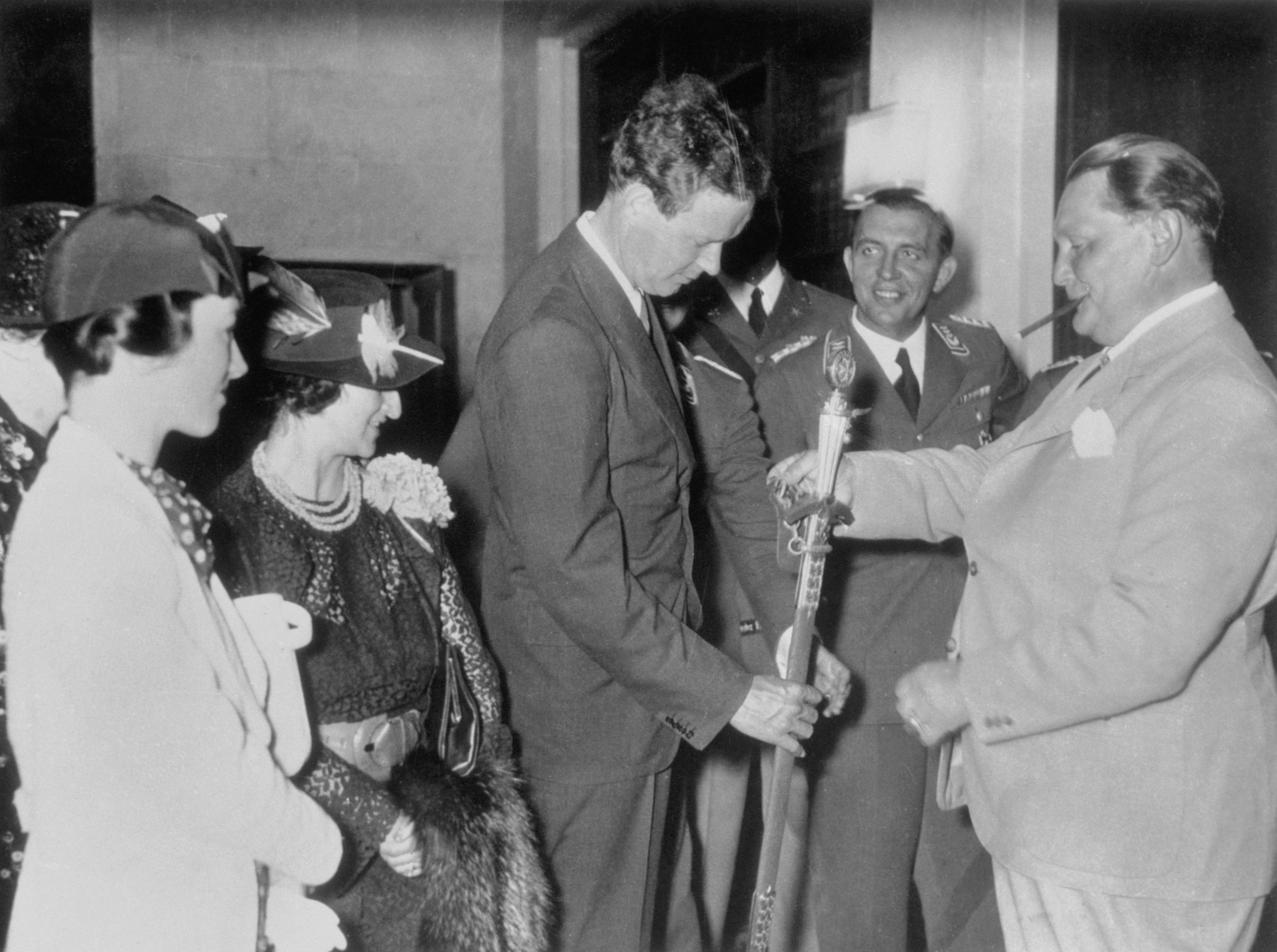
Геринг вручает Линдбергу орден Германского орла

В Европе Линдберг был приглашён правительствами Франции и Германии в тур авиационной промышленности. В Германии его до такой степени восхитила высокоразвитая авиационная промышленность, что, когда в 1938 году Герман Геринг представил Линдберга к ордену Германского Орла, это вызвало в Соединённых Штатах бурную реакцию: авиатора обвинили в принятии идей нацизма (он и в самом деле в начале 30-х водил дружбу с американскими приверженцами идей нацизма).
Также в 1938 году Линдберг посетил СССР с целью изучения состояния советской авиации. На Московском центральном аэродроме Линдберга встречали руководители советской авиации и нарком обороны К. Е. Ворошилов. Советское правительство устроило большой прием в его честь. По возвращении в США Линдберг выступал с заявлениями о слабости советских Вооруженных Сил и неразумности ставки на СССР как союзника в войне с Германией. После его визита «советское правительство запретило показ оборонных предприятий и воинских частей иностранцам».
В предвоенные годы и в начальный период Второй мировой войны (до вступления в неё США) выступал с поддержкой действий нацистской Германии, обращался к евреям США с призывом «не втягивать народ в войну» и т. п. В 1941 году он стал одним из ведущих представителей Комитета «Америка — прежде всего» (America First Committee) — организации, которая выступала против добровольного вступления Америки во Вторую мировую войну. В опубликованной посмертно автобиографии Линдберг объяснял свою предвоенную позицию следующим образом:

Я был глубоко обеспокоен тем, что потенциально гигантская по своей мощи Америка, руководимая несведущим и нежизненным идеализмом, могла совершить крестовый поход в Европу ради поражения Гитлера, не понимая того, что поражение Гитлера оставило бы Европу беззащитной перед насилием, грабежом и варварством Советской России, что могло бы нанести смертельную рану западной цивилизации.
Оригинальный текст (англ.)I was deeply concerned that the potentially gigantic power of America, guided by uninformed and impractical idealism, might crusade into Europe to destroy Hitler without realizing that Hitler's destruction would lay Europe open to the rape, loot and barbarism of Soviet Russia's forces, causing possibly the fatal wounding of western civilization.).
Линдберг подверг критике внешнюю политику президента Франклина Рузвельта. Президенту это, конечно, не понравилось. В ответ на публичное осуждение Рузвельта военный авиатор подал в отставку. Линдберг стал техническим консультантом и лётчиком-испытателем для компании Форда и Объединённой авиастроительной корпорации.
После нападения на Пёрл-Харбор в декабре 1941 года Линдберг сделал следующее заявление:

…наша страна подверглась атаке силой оружия, и силой оружия мы должны ответить на это… Сейчас мы должны направить все силы на строительство самых больших и самых эффективных вооруженных сил в мире. Когда американские солдаты идут на войну, у них должно быть все самое лучшее из того, что может разработать современный ум и что может создать современная промышленность.
Оригинальный текст (англ.)...our country has been attacked by force of arms and by force of arms we must retaliate. ...We must now turn every effort to building the greatest and most efficient Army, Navy and Air Force in the world. When American soldiers go to war it must be with the best equipment that modern skill can design and that modern industry can build.).
Линдберг изъявил желание вернуться на военную службу, но — по указанию из Белого дома — Военный министр США Генри Стимсон (Henry L. Stimson) отклонил его просьбу.
В апреле 1944 года Линдберг в качестве гражданского советника армии Соединённых Штатов и флота отправляется на военный фронт в Тихом океане. Хотя он был гражданским лицом, на его счету имелось около 50 боевых вылетов. Ему принадлежат также разработки методов автопилота, существенно расширившие возможности американских истребителей.

### Послевоенные годы

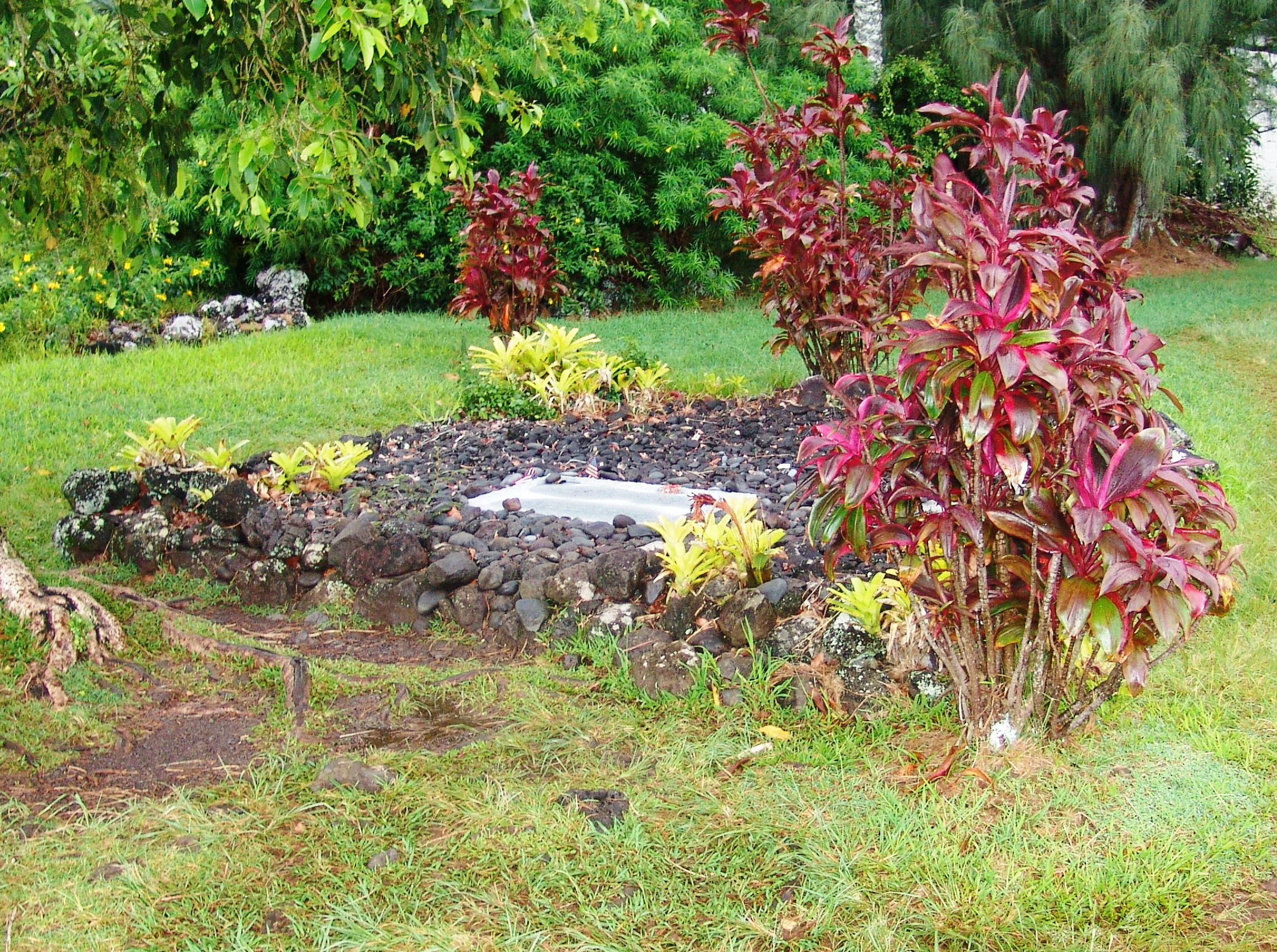
Могила Чарльза Линдберга

После войны Линдберг работал в качестве консультанта начальника штаба ВВС США. В 1954 году президент Дуайт Д. Эйзенхауэр присвоил Линдбергу звание бригадного генерала ВВС. Pan American World Airways также наняла Линдберга в качестве консультанта. Он посоветовал авиакомпании приобрести реактивный транспорт и участвовал в разработке дизайна Boeing 747.
В 1953 году Линдберг публикует книгу «Дух Сент-Луиса». Книга получила Пулитцеровскую премию. В это время он много путешествует, интересуется культурой народов Африки и Филиппин. В конце 1960-х годов вновь возвращается к общественной деятельности, особенно выступая за кампанию по защите горбатых и синих китов, находящихся под угрозой вымирания. Он также выступает против развития сверхзвуковых транспортных самолётов, опасаясь воздействия, которое эти самолёты могут оказать на атмосферу Земли.
26 августа 1974 года  умер от рака в своём доме на гавайском острове Мауи. В 1978 году были опубликованы его автобиография и коллекция произведений.

## В искусстве
- В 1929 году Бертольт Брехт написал пьесу (Lehrstück) «Полёт Линдберга» (музыка Курта Вайля и Пауля Хиндемита) (Der Lindberghflug). После войны, в 1950 году, из-за нацистских симпатий Линдберга Брехт убрал все ссылки на него и переименовал пьесу в «Перелёт через океан» (Der Ozeanflug).
- Линдберг фигурирует как профашистский правитель США, установивший режим жестокого антисемитского террора, в двух книгах в жанре альтернативной истории — «Окончательное решение» (The Ultimate Solution, 1973) Эрика Нордена и «Заговор против Америки» (The Plot Against America, 2004) Филипа Рота. У Нордена Линдберга назначают марионеточным правителем нацисты, оккупировавшие Америку; у Рота исполняется сценарий его победы как кандидата от республиканцев-изоляционистов над Франклином Рузвельтом на президентских выборах 1940 года и последующего союза с нацистской Германией.
- По книге Рота в 2020 году был снят мини-сериал «Заговор против Америки», роль Чарльза Линдберга исполнил Бен Коул.
- В экранизации книги «Дух Сент-Луиса», вышедшей 20 апреля 1957 года, за месяц до 30-й годовщины перелёта, Линдберга сыграл актёр Джеймс Стюарт, также служивший в ВВС США и вышедший в отставку в том же звании (бригадный генерал), что и его герой.
- По одной из версий происхождения названия танца линди-хоп, это имя ему дал знаменитый танцор Джордж Сноуден[англ.], который в шутку назвал новый танец Lindy hop, увидев газеты с заголовками «Lindy hops the Atlantic» о первом трансатлантическом перелёте Чарльза Линдберга.
- В фильме Интерстеллар Кристофера Нолана, в комнате Мерфи несколько раз крупным планом показывают шкаф, где на полке лежит биографическая книга А. Скотта Берга[англ.] «Линдберг» (A. Scott Berg Lindbergh 978-0399144493[13]).
- В книге Макса Аллана Коллинза[англ.] «Похищенный» (Stolen Away, 1991) увлекательно рассказана потрясшая в свое время Америку история похищения годовалого ребёнка легендарного летчика Чарльза Линдберга, первым совершившего одиночный перелет через Атлантический океан. В очередном романе о детективе Натане Геллере Макс Аллан Коллинз вновь возвращается к событиям 1930-х годов и с присущим ему мастерством воссоздает тревожную атмосферу эпохи.
- Телесериал «Вне времени» 1 сезон 14 серия (США, 2016) — фантастический приключенческий сериал о путешествиях во времени. Линдберг по сценарию является членом загадочной организации «Ритенхаус», которая тайно правит правительством США и осуществляет мировую политику.
- История с похищением ребёнка Линдберга, в слегка изменённом виде, стала основой романа Агаты Кристи «Убийство в „Восточном экспрессе“» (1934). В 1974 и 2017 годах вышли одноимённые художественные фильмы.
- В романе Юлиана Семенова «Экспансия III» история похищения сына Линдберга используется как компрометирующий документ на шефа гестапо Генриха Мюллера, делающий невозможным его сотрудничество в будущем с американскими спецслужбами.
- «Поэма воздуха» Марины Цветаевой вдохновлена и посвящена событиям трансатлантического перелёта.
- В игре Hearts of Iron IV Линдберг доступен в качестве персонажа президента США в фашистской ветке развития.
- История Линдберга упоминается в книге Одноэтажная Америка Ильфа и Петрова.
- Дипломный проект и первая книжка-картинка немецкого иллюстратора и автора детских книг Торбена Кульманна называется «Линдберг. Невероятные приключения летающего мышонка» (2012).

## Награды
- Медаль Почёта (США)
- Крест лётных заслуг (США)
- Крест Военно-воздушных сил (Великобритания)
- Золотая медаль Конгресса (1928, США)
- Золотая авиационная медаль ФАИ
- Орден Германского Орла
- Медаль Дэниела Гуггенхайма (1953)[14]

## Память
- В 1961 г. имя Чарльза Линдберга, получившего прозвище «одинокий орёл» (англ. lone eagle) за одиночный перелёт Атлантического океана[15], присвоено горной вершине Передового хребта Скалистых гор[16].
- В 1976 г. Международный астрономический союз присвоил имя Чарльза Линдберга кратеру на видимой стороне Луны.